# Beata Borowska-Beszta
Beata Anna Borowska-Beszta (ur. 1966 w Toruniu) – polska pedagog, pedagog specjalna, badaczka pracująca w nurcie studiów o niepełnosprawności (disability studies), doktor habilitowana, profesor Uniwersytetu Mikołaja Kopernika w Toruniu.
Beata Borowska-Beszta jest kontynuatorką myśli pedagogicznej torunianki, pedagog specjalnej, społecznej i andragog Wandy Szuman⁣, a także byłą studentką, doktorantką, a następnie wieloletnią współpracownicą dr. art. kw. II st. Andrzeja Wojciechowskiego, prof. UMK, Kierownika Zakładu Pedagogiki Specjalnej IP UMK oraz założyciela w latach 80. XX wieku w Toruniu Pracowni Rozwijania Twórczości Osób Niepełnosprawnych (PRTON). Do jej głównych zainteresowań badawczych należą kultura i niepełnosprawność, studia o niepełnosprawności (disability studies) w Polsce i za granicą. Ponadto, wytwarzanie i transmisja wiedzy o niepełnosprawności w rezerwuarach kultury (instytucjach kultury, pomocy społecznej, opieki zdrowotnej, religijnych, finansowych i kulturach wojskowych). Beata Borowska-Beszta prowadzi badania terenowe niepełnosprawności w Polsce, Francji, Szkocji i Japonii. Ważnym kontekstem jej badań są stałe eksploracje metodologiczne w zakresie jakościowej metodologii nauk społecznych w dyscyplinie pedagogika i jej subdyscyplinach.
W 2024 roku Beata Borowska-Beszta została laureatką konkursu grantowego w Japonii pt. Invitation Grant Program for Foreign Researchers Osaka Metropolitan University FY 2024  w Osaka Metropolitan University. 
W roku 2025 Beata Borowska-Beszta otrzymała w Japonii, decyzją JM Rektora Osaka Metropolitan University Prof. Masahiro Tatsumisago, tytuł Visiting Researcher/Visiting Profssor of Osaka Metropolitan University na rok akademicki 2025/2026.  
Beata Borowska-Beszta publikuje o kulturowych kontekstach niepełnosprawności w Polsce i za granicą. Jest członkinią redakcji lub recenzentką zewnętrzną w czasopismach naukowych w Polsce (Niepełnosprawność i Rehabilitacja), Wielkiej Brytanii (Disability & Society Q1) i Niemczech (Forum: Qualitative Social Research) i in. Od 1999 realizuje kulturowe studia o niepełnosprawności, badania terenowe w kulturach niepełnosprawności stosując studia przypadków i etnografię, mikroetnografię, etnografię wizualną, etnografię fokusową oraz etnografię cyfrową. Dotychczasowe etnograficzne projekty badawcze były i są realizowane w Polsce, jak również we Francji (2012), Japonii (2016, 2024-2027) oraz Szkocji (2017,2023, 2024-2026).